# Wu Block
Wu Block – kolaboracyjny album dwóch amerykańskich raperów, Ghostface Killah z Wu-Tang Clanu oraz Sheek Loucha z grupy D-Block, wydany 27 listopada 2012 roku nakładem wytwórni E1 Music. Nazwa albumu jest kontaminacją, która pochodzi od nazw grup obu raperów to jest Wu-Tang Clan i D-Block.
Na albumie gościnnie udział wzięli inni raperzy zaprzyjaźnieni z Ghostface’em oraz Sheek'em tj. Raekwon, Jadakiss, Cappadonna, Method Man, Styles P i inni. Za warstwę muzyczną odpowiadają między innymi Erick Sermon, Frank Dukes, Red Spyda oraz Termanology. Wu Block zadebiutowało na 90. miejscu amerykańskiej listy Billboard 200, 15. miejscu Top R&B/Hip-Hop Albums oraz na 8-ej pozycji Billboard Independent Albums.

## Lista utworów
| #                                 | Tytuł                                                     | Producent                     | Sample | Czas |
| --------------------------------- | --------------------------------------------------------- | ----------------------------- | --- | ---- |
| 1                                 | "Crack Spot Stories" (feat. Raekwon, Jadakiss)            | Fithestate                    | - Smokey Robinson & the Miracles – "Much Better Off"                                                      | 3:23 |
| 2                                 | "Pour Tha Martini" (feat. Cappadonna)                     | John "Jmac" McCall            | | 3:09 |
| 3                                 | "Pull Tha Cars Out" (feat. Method Man)                    | Phonix Beats, The Futuristics | | 3:13 |
| 4                                 | "Guns For Life" (feat. Styles P)                          | Fithestate                    | - The Friends of Distinction – "And I Love Him"                                                           | 3:23 |
| 5                                 | "Comin' For Ya Head" (feat. Styles P, Raekwon)            | Vinny Idol                    | | 4:25 |
| 6                                 | "Cocaine Central" (feat. Styles P)                        | Shroom                        | | 3:36 |
| 7                                 | "Take Notice"                                             | Jon Woo                       | | 3:20 |
| 8                                 | "Drivin' Round" (feat. Masta Killa, GZA, Erykah Badu)     | Termanology, Moose            | - Heatwave – "Sho'nuff Must Be Luv" - Klawisze: Odie Peken - Ghostface Killah nie występuje w tym utworze | 4:09 |
| 9                                 | "Different Times Zones" (feat. Inspectah Deck)            | Frank Dukes                   | | 3:00 |
| 10                                | "Stick Up Kids" (feat. Jadakiss)                          | Red Spyda                     | | 3:00 |
| 11                                | "All In Together" (feat. Styles P, Jadakiss)              | V Don                         | | 4:55 |
| 12                                | "Do It Like Us" (feat. Raekwon)                           | Erick Sermon                  | - Roger Webb – "Assignation"                                                                              | 3:24 |
| 13                                | "Stella" (feat. Method Man)                               | Last Child                    | - Mandrill – "Moroccan Nights"                                                                            | 3:31 |
| 14                                | "Been Robbed"                                             | Joe Milly                     | - Honey Cone – "Stick Up"                                                                                 | 2:50 |
| 15                                | "Bust Shots" (feat. Inspectah Deck)                       | Frank Dukes                   | | 3:21 |
| Dodatkowe utwory na wersji Deluxe |                                                           |                               | |      |
| 16                                | "Bust Shots (Andrew Kelley Remix)" (feat. Inspectah Deck) | Andrew Kelley                 | | 3:38 |

## Wydania
| Rok  | Nr katalogowy | Format | Wytwórnia | Region | •      |
| ---- | ------------- | ------ | --------- | ------ | ------ |
| 2012 | EOM-CD-2440   | CD     | E1 Music  | USA    | [ 11 ] |
| 2012 | MODLP049      | 2xLP   | E1 Music  | UK     | [ 11 ] |
| 2012 | MODCD049      | CD     | E1 Music  | Europa | [ 11 ] |

## Notowania
| Rok  | Notowania | Notowania | Notowania | Notowania |
| Rok  | USA 200   | USA R&B   | USA Rap   | USA Ind.  |
| ---- | --------- | --------- | --------- | --------- |
| 2012 | 90        | 15        | 9         | 8         |
| 2013 | —         | 15        | 9         | 8         |